# Nikola Radović
Nikola Radović (Nikšić, 10. ožujka 1933. – Kosovska Mitrovica, 28. siječnja 1991.), poznat i kao Niđo, nekadašnji igrač Hajduka u kojem je proveo vrijeme od 1954. – 1959. odigravši 213 utakmica i zadavši 21 gol. Radović je bio prvi igrač Hajduka koji je otvoreno došao za novac. Za njegov dolazak sklopljena je pogodba: potpisat će pristupnicu za 200.000 dinara i dva veštita, a Hajduk ga je u prvo vrijeme smjestio u hotelu Slavija.
U osvajanju naslova prvaka države učestvuje 1955. Tri utakmice igra 1956. za jugoslavensku reprezentaciju.
Radovićev idol bio je Bajdo koji mu je nakon povratka 1957. iz Bologne poklonio lanciju. No 13. siječnja 1959. s njom je imao težak saobračajni udes. Prošao je s teškim ozljedama, bio u komi, pa ga je cijelo vrijeme čuvao Hajdukov maser Božo Soldo, a uz to je zaradio i 3 mjeseca zatvora, nakon čega je dobio ispisnicu pa se vraća u svoj matični klub Budućnost iz Podgorice.
na Olimpijskim igrama u Melbuornu 1956. dobio je srebrnu medalju.

## Golovi Nikole Radovića
Prvi nastup za Hajduk ima protiv Proletera u Splitu za prvenstvo Jugoslavije 12. rujna 1954. (sezona 1954./55.) i osvaja prvenstvo uz svojih 20 nastupa i jednim zgoditkom koji je dao Spartaku u Subotici (4:3). Drugi zgoditak dao je sljedeće sezone 1955./56. i to Sarajevu u Splitu a odigrao je 22 utakmice. Sezone 1956./57. u 24 nastupa opet je dao jedan gol i to Zagrebu u Splitu (5:0). Sezone 1957./58. dao je 3 gola i to Željezničaru u Sarajevu (2:5), Partizanu u Beogradu (5:1) i Veležu u Splitu (1:1).
Statistika u Hajduku
| Natjecanje        | Nastupi | Zgoditci |
| ----------------- | ------- | -------- |
| Prvenstvo         | 97      | 6        |
| Kup               | 11      | 1        |
| Superkup          | 0       | 0        |
| Međunarodne       | 2       | 0        |
| Splitski podsavez | 0       | 0        |
| Ukupno            | 110     | 7        |
| Prijateljske      | 103     | 14       |
| Sveukupno         | 213     | 21       |